# Аакер, Ли
Ли Уи́льям Аакер (англ. Lee William Aaker; 25 сентября 1943, Лос-Анджелес, Калифорния — 1 апреля 2021, Меса, Аризона) — американский ребёнок-актёр, продюсер, плотник, инструктор по лыжным гонкам. Наиболее известен по роли Расти в детской телевизионной программе «Приключения Рин Тин Тина». В 1952 году сыграл в фильме «Отчаянный поиск» с Ховардом Килом и Кинаном Уинни. Лауреат премии Золотая бутса (2005).

## Биография

### Ранние годы
Родился 25 сентября 1943 года в Лос-Анджелесе. Мать, Майлз Уилбур владела школой танцев или детской театральной академией.

### Кино
В 8 лет впервые появился в фильмах «Величайшее шоу мира» и «Ровно в полдень» (в титрах не указан). В 1952 году сыграл роль вождя краснокожих в картине «Вождь краснокожих и другие…» и сына Джина Барри в фильме «Атомный город» (1952). В 1953 году снялся в вестерне Джона Уэйна «Хондо» в роли сына поселенки Джеральдин Пейдж.
Сыграл в нуарном триллере «Опасность» с Барбарой Стэнвик, мыльной опере «Арена» с Гигом Янгом.

### Телевидение
В 1953—1954 годах проходил пробы на роль Джеффа Миллер в телесериале «Лесси». Две недели спустя получил роль Расти в телевизионной программе «Приключения Рин Тин Тина» с Джеймсом Брауном.

## Фильмография
- 1952 — Величайшее шоу мира — мальчик (нет в титрах)
- 1952 — Ради этого стоит жить[англ.] — другой мальчик (нет в титрах)
- 1952 — Ровно в полдень — мальчик (нет в титрах)
- 1952 — Вождь краснокожих и другие… — Красный вождь
- 1953 — Опасность — Бобби Стилвин
- 1953 — Хондо — Джонни Лоу
- 1954 — Чёрный вторник — маленький мальчик (нет в титрах)